# اولاو آنتون
اولاو آنتون (استونیایی: Olav Anton؛ زادهٔ ۲۸ ژوئیهٔ ۱۹۵۴) سیاستمدار، مهندس برق و نماینده سابق مجلس اهل استونی است.